# عبد العزيز بلخوجة
عبد العزيز بلخوجة (20 سبتمبر 1962 -) هو كاتب وصحفي ورجل سياسة تونسي.

## حياته ونشاته
ولد بقرطاج في سبتمبر 1962.
والده حسان بلخوجة أصيل مدينة رأس الجبل رجل السياسة والاقتصاد التونسي الشهير والذي شارك في مفاوضات الاستقلال عن فرنسا في الخمسينات وتقلد مناصب سياسية واقتصادية مرموقة في دولة الاستقلال.
نشأ في عائلة لها إسهاماتها في السياسة والاقتصاد والرياضة، درس عبد العزيز بلخوجة في الليسي كارنو بتونس العاصمة، ثم سافر إلى فرنسا لإستكمال شهادة الباكالوريا التي حصل عليها في نفس السنة التي توفي فيها والده (1981)، ثم إتجه لدراسة الحقوق في جامعة آيكس-أون-بروفينس بالجنوب الفرنسي ليتحصل على الإجازة في الحقوق سنة 1987 ثم على شهادة في الدراسات المعمقة اختصاص علوم سياسية واتصال سنة 1988.

## مسيرته
رغم تخصصه في الحقوق لكنه كان مولعا بالأدب والصحافة منذ الصغر لذا بدأ إثر عودته إلى تونس يكتب في عدة مجلات وصحف تونسية وعرف خاصة بمقالاته التي نشرت أيام حرب الخليج الثانية أوائل التسعينات.
إضافة للصحافة كان لدى عبد العزيز بلخوجة ميل مبكر للغوص في تاريخ جمهورية قرطاج التي سادت لقرون والتعمق في سيرة أبطالها خاصة القائد الحربي حنبعل، غذت هذا الشعور قراءاته المبكرة في سن المراهقة فقد اكتشف إحدى الكتب التي فتحت امامه عالم قرطاج وهو لا يزال في الرابعة عشرة من عمره ومنذ ذلك الحين تغيرت حياته تماما.

## مؤلفاته
أنشأ بلخوجة سنة 1993 مؤسسته الخاصة للنشر أبولونيا ومن خلالها نشر أول رواية له «رماد قرطاج» (les cendres de Carthage) التي تحولت لاحقا إلى شريط سينمائي اسمه أوديسة كتب له السيناريو عبد العزيز بلخوجة وأخرجه المخرج الراحل إبراهيم باباي ولعبت بطولته الممثلة الأردنية صبا مبارك وتم عرضه في سنة 2002.
كان التاريخ القرطاجي محورا رئيسيا لكتابات بلخوجة وكذلك السيرة الذاتية للقائد القرطاجي العظيم حنبعل التي اهتم بها وحاول إعادة اكتشاف أسرارها.
ثم توالت مؤلفات بلخوجة تباعا وترواحت بين الرواية والسيرة التاريخية والقصص المصورة إضافة لمساهماته في تصميم الألعاب التربوية للناشئة.
كما اهتم من خلال دار النشر التي يديرها بالمؤلفات الأدبية وأعمال الرسامين المتمحورة حول تونس وتراثها الطبيعي والثقافي وقد ناهز عدد المصنفات التي نشرتها دار أبولونيا المائة.
إضافة للكتابة والنشر ساهم عبد العزيز بلخوجة في تنظيم عديد المعارض الثقافية المتمحورة حول التاريخ القرطاجي وتاريخ الحركة الوطنية التونسية وقد مثل تونس في عدة معارض دولية للكتاب خاصة الصالون الدولي بباريس الذي يشارك فيه بانتظام منذ سنة 1998.
لكن أهم عمل قام به بلخوجة هو كتابه الأخير حول السيرة الذاتية للقائد القرطاجي حنبعل والصادر سنة 2010 وفيه يدحض عدة نظريات فرضها المؤرخون الرومان ويقوم بإعادة كتابة تاريخ هذا القائد من جديد.

### كتاب «14 جانفي، التحقيق»[5]
أحسّ بلخوجة بان التاريخ الصحيح للثورة التونسية صار مهددا بالطمس فقرر البحث في أسرار ما جرى وكيفية وقوع أحداثها، وبذلك ولدت فكرة كتاب «14 جانفي، التحقيق» والذي شاركه في كتابته الناشط الإعلامي طارق شيخ روحو. صدر الكتاب في أواخر مارس 2013 بعد 16 شهرا من العمل الدؤوب والتحقيقات حول ما جرى بين الأجهزة الأمنية والسياسية خصوصا يوم رحيل الرئيس بن علي. كشف الكتاب حقائق مذهلة عن أحداث عرفتها تونس أيام الثورة وعن الاضطراب الأمني والسياسي الذي شهدته وزخر بحقائق تقنية وعلمية وتوثيقية هامة وضحت أن سوء التقدير من قبل مسؤولي بن علي تسببت في وقوع ضحايا كثر إضافة لدحض نظريات عديدة حول حجم التدخل الأجنبي في الثورة التونسية وحول العلاقة بينها وبين باقي ثورات ما يعرف بالربيع العربي.

## نشاطه السياسي
كان لعبد العزيز بلخوجة موقف رافض لسياسات زين العابدين بن علي القائمة على التفرد بالسلطة وتهميش الثقافة وعدم احترام حقوق الإنسان مما تسبب له في مضايقات مهنية وشخصية وصدامات مع رجال بن علي المسيطرين على المشهد الإعلامي والثقافي بتونس.
توالت المقالات واللقاءات الصحفية لبلخوجة التي ينتقد فيها النظام المافيوزي لبن علي وكانت ذروة كتاباته ملفا نشره في أوج الثورة التونسية على موقع نواة المعارض الشهير حول التجاوزات المالية والاقتصادية للنظام شرح فيه كل المؤامرات التي دبرت وتفاصيل الصفقات الاقتصادية المشبوهة التي غنم بها محيط بن علي، حقق هذا المقال انتشارا سريعا على شبكة الأنترنات والصحف الإلكترونية وتسبب لصاحبه في تهديدات مباشرة لم تنته سوى بنهاية نظام بن علي يوم 14 جانفي 2011 الذي شهد نجاح الثورة التونسية في إسقاط نظام دام ثلاثا وعشرين عاما.
إضافة لكتاباته ولقاءاته الجريئة كان لبلخوجة حضور لافت أيام الثورة التونسية على شبكة الاتصال فايسبوك أيام الثورة حيث كان ممن شجعوا على كشف تجاوزات النظام ورموزه كما ساهم في المظاهرة الشهيرة ليوم 14 جانفي التي انتهت برحيل بن علي.
إثر الانفتاح الذي حصل بعد 14 جانفي 2011 قرر عبد العزيز بلخوجة صحبة كثيرين ممن كانوا يشاطرونه رؤيته الفكرية إنشاء حزب يستمد روحه من التاريخ الجمهوري لقرطاج فكانت نشأة الحزب الجمهوري إثر الثورة بأيام والذي حصل على تأشيرته يوم 14 مارس 2011 وهو حزب وسطي النزعة.
بدأ الحزب الجمهوري عمله في نشر أفكاره واستقطاب المناصرين له ثم عمل على تجميع قوى الوسط التونسية لملأ الفراغ الذي تعاني منه الساحة السياسية التونسية بعد عقود من هيمنة الحزب الواحد فنجح في تحقيق اندماج مع حزب الوفاق يوم 27 أفريل 2011 ليعلن عن ولادة حزب الوفاق الجمهوري والذي صار عبد العزيز بلخوجة رئيسه الشرفي. لم يدم الاندماج طويلا إذ سرعان ما استعاد الحزب الجمهوري استقلاليته لينضوي تحت تحالف القطب الديمقراطي الحداثي وهو تحالف لمجموعة أحزاب وسطية ويسارية التوجه. ترشح بلخوجة على رأس قائمة القطب في دائرة بنزرت لكنه لم يستطع الحصول علي أي مقعد.
إثر انتخابات 23 أكتوبر 2011 قرر عبد العزيز بلخوجة الاستقالة من رئاسة الحزب الجمهوري في حين مضى حزبه لينجز توحدا مع أحزاب أخرى مكونا الحزب الجمهوري الموحّد في 9 أفريل 2012. ترك بلخوجة السياسة جانبا وعاد لنشاطه ككاتب وصحفي وناشر وبدأ مشروعا هاما حول التوثيق للثورة التونسية.